# Nodaria praetextata
Nodaria praetextata là một loài bướm đêm trong họ Noctuidae.